# Descontrolada
"Descontrolada" é uma canção dos artistas musicais brasileiros Pabllo Vittar e MC Carol, gravada para o quinto álbum de estúdio de Vittar, Noitada (2023). A canção foi lançada para download digital e streaming através da Sony Music Brasil, como primeiro single do álbum em 22 de setembro de 2022.
Com produção de CyberKills e participação da cantora Jup do Bairro, “Descontrolada” foi remixada para o álbum After (2024).

## Lançamento e promoção
A divulgação do single começou com publicações de Vittar nas redes sociais anunciando o próximo single do seu quinto álbum de estúdio, onde foi divulgado que a canção haveria uma participação de outro artista. Mais tarde, Vittar anunciou o seu retorno com o single "Descontrolada", com participação de MC Carol e que seria lançado em 22 de setembro. "Descontrolada" foi lançada para download digital e streaming como o segundo single do álbum em 22 de setembro de 2022.

## Recepção crítica
“Descontrolada” foi bem recebida pela crítica especializada por sua fusão de estilos que inclui pop, funk e música eletrônica. A colaboração entre Pabllo Vittar e MC Carol foi destacada por trazer uma energia vibrante e uma mistura sonora que remete às influências dos anos 2000 com uma pegada contemporânea.
Gustavo Bustermann, da Busterz Magazine, elogiou a faixa como uma “festa sonora”, ressaltando o balanço entre os estilos e o clima envolvente criado pela produção.
O site Tangerina também destacou “Descontrolada” como o início de uma nova fase na carreira da cantora, apontando a harmonia entre os vocais de Pabllo e MC Carol e a mistura equilibrada entre pop, funk e eletrônico.

## Vídeo musical
Dirigido por Gigs, o videoclipe foi gravado em São Paulo em apenas uma diária. A principal ideia do diretor junto com toda equipe e Vittar foi trazer um underground futurista onde as artistas se encontram para esta participação de MC Carol em uma nova era de Pabllo. Todo o conceito do clipe surgiu a partir de três pontos principais: Mudança de fase, Festa e Universos. Para isso, foi usado um conteúdo visual lúdico, com muita cor, movimentos e efeitos. O videoclipe teve sua estreia um dia depois do lançamento da canção das plataformas digitais.

## Faixas e formatos
| Download digital |                 |         |  |
| N.º              | Título          | Duração |  |
| 1.               | "Descontrolada" | 2:42    |  |

## Desempenho comercial
No TikTok, a canção já foi utilizado em diversos vídeos da plataforma, onde somou mais de 438 mil streams nas primeiras 24 horas nas plataformas de streaming. Com o sucesso na rede social, a canção estreou direto na posição de número #23 no Spotify Brasil.

## Histórico de lançamento
| Região | Data                   | Formato(s)       | Versão   | Gravadora(s) | Ref.  |
| ------ | ---------------------- | ---------------- | -------- | ------------ | ----- |
| Várias | 22 de setembro de 2022 | Download digital | Original | Sony Music   | [ 5 ] |